# Heinrich Hirschsprung

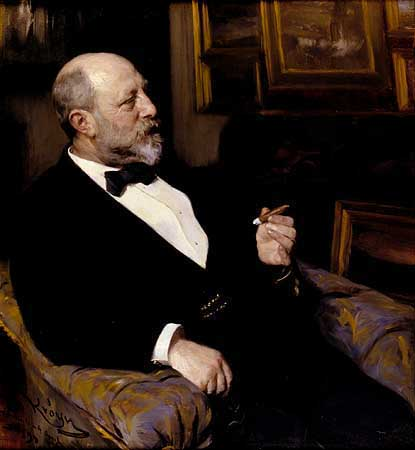
Heinrich Hirschsprung,
gemalt von seinem Freund
Peder Severin Krøyer, 1899

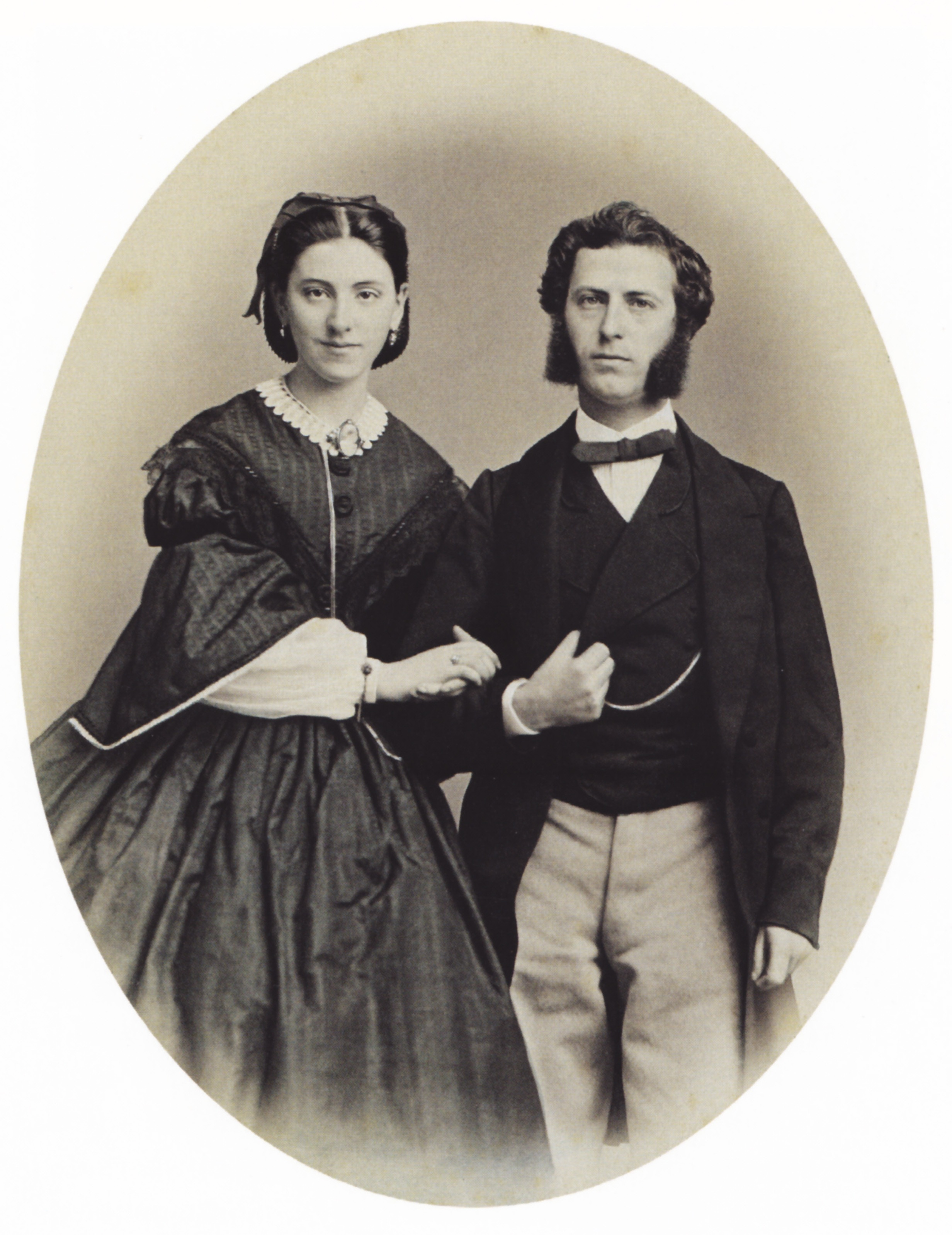
Pauline Jacobson und Heinrich Hirschsprung, Hochzeitsfoto, 1864

Heinrich Hirschsprung (geboren am 7. Februar 1836 in Kopenhagen; gestorben am 8. November 1908 ebenda) war ein dänischer Unternehmer, Kunstmäzen und Kunstsammler. Der Tabak- und Zigarren-Fabrikant war der Gründer und Namensgeber des Kunstmuseums Den Hirschsprungske Samling in Kopenhagen.

## Leben
Heinrich Hirschsprung entstammte einer Familie mit jüdisch-deutschen Wurzeln. Er war ein Sohn des aus Friedberg bei Frankfurt am Main stammenden Abraham Marcus Hirschsprung (1793–1871), der sich 1826 in Dänemark niedergelassen und einen Tabakhandel gegründet hatte. 1858 übernahmen Heinrich und sein Bruder Bernhard (1834–1909) die Leitung der Firma und bauten diese aus zu A.M. Hirschsprung & Sønner, spezialisiert auf die Herstellung von Zigarren. Während Bernhard für die Fertigung zuständig war, oblag Heinrich der kaufmännische Teil des Unternehmens. Heinrich Hirschsprung heiratete am 26. Juni 1864 Pauline Elisabeth, geb. Jacobson (1845–1912).
Hirschsprung begann 1866 mit dem Sammeln von Kunst. Sein erster Kauf war ein Gemälde von Julius Exner: Lille pige, der lader en gammel mand lugte til en blomst (Kleines Mädchen, das einen alten Mann an einer Blume riechen lässt). Im Laufe der Jahre entwickelte sich durch zahlreiche Ankäufe eine Privatsammlung, in der alle namhaften dänischen Künstler und Kunstrichtungen vertreten waren. Für das Goldene Zeitalter waren dies etwa in den 1870er Jahren angekaufte Gemälde von Christoffer Wilhelm Eckersberg, Johan Thomas Lundbye, Wilhelm Bendz oder P. C. Skovgaard. Zu seinen Beratern und Freunden zählten die Maler Frederik Vermehren und Otto Bache und der Kunsthistoriker Julius Henrik Lange, auch Vilhelm Marstrand war einer seiner Ratgeber.
Während 1877 in der dänischen Kunstszene eine heftige Debatte über die Ausrichtung der nationalen im Vergleich zur internationalen und speziell der französischen Kunst begann, stand Hirschsprung auf der internationalen Seite. So organisierte er im gleichen Jahr in Kopenhagen eine Ausstellung moderner französischer Kunst und unterstützte mehrere Künstler mit Reisestipendien zum Besuch der Weltausstellung in Paris im Jahr 1878. Sein Wirken als Kunstmäzen kam besonders bei Peder Severin Krøyer zum Tragen, dessen Talent er erkannt hatte und den er finanziell förderte bei seinen Auslandsreisen in den Jahren 1877 bis 1881. Die Auslandsaufenthalte führten zu Krøyers internationalem Durchbruch und sein Wirken hatte Anteil beim Übergang zum Realismus in der dänischen Kunst. Krøyer wurde ein Freund der ganzen Familie. Langjährige persönliche Briefwechsel mit Pauline Hirschsprung sowie eine Anzahl von Familienporträts belegen dies ebenso wie die zahlreichen Werke Krøyers in der Sammlung.
Zum Ende des 19. Jahrhunderts kamen dann die Werke der Skagen-Maler und Symbolisten hinzu, u. a. Erik Henningsen, Lauritz Andersen Ring, Joakim Skovgaard, Anna Ancher, Michael Ancher, Laurits Tuxen und eben P.S. Krøyer.
1888 wurde Hirschsprung gebeten, seine Sammlung auf Schloss Charlottenborg in einer Ausstellung zu zeigen, der Katalog umfasste 313 Titel. Es wurden etwa 60 Künstler repräsentiert, neben den ca. 150 Gemälden waren Aquarelle, Pastelle, Zeichnungen und Skulpturen zu sehen. In den 1890er Jahren kam der Gedanke, die Sammlung in öffentliches Eigentum zu überführen, die Bekanntschaft mit dem Kunsthistoriker Emil Hannover führte zu einer Ausrichtung der Sammlung auf eine zukünftige Museumsverwendung und zum Ankauf wichtiger Werke.
Heinrich und Pauline Hirschsprung hinterlegten 1900 im dänischen Kulturministerium eine Stiftungsurkunde für die Sammlung und begannen diskrete Verhandlungen mit den staatlichen und lokalen Behörden. Während die Sammlung 1902 erneut in einer Ausstellung auf Charlottenborg zu sehen war, fand Hirschsprung es an der Zeit, die Schenkung öffentlich zu machen. Zu dieser Zeit umfasste die Sammlung 1.980 Positionen, darunter ca. 500 Ölgemälde, eine große Anzahl von Aquarellen und Zeichnungen sowie ca. 200 Skulpturen.
„Herr Rentier Heinrich Hirschsprung wird seine überaus reiche Gemäldesammlung dem Staate übertragen, indem er nur die Bedingung aufstellt, dass für dieselbe ein passendes Museumsgebäude eingerichtet wird.“ Durch langwierige Debatten konnten die Bedingungen erst 1907 erfüllt werden. Der Stifter erlebte die Eröffnung nicht mehr, die in Anwesenheit seiner Witwe am 8. Juli 1911 stattfand.
Heinrich Hirschsprung wurde in Kopenhagen auf dem Jüdischen Friedhof Mosaisk Vestre begravelsesplads beigesetzt.

## Familie

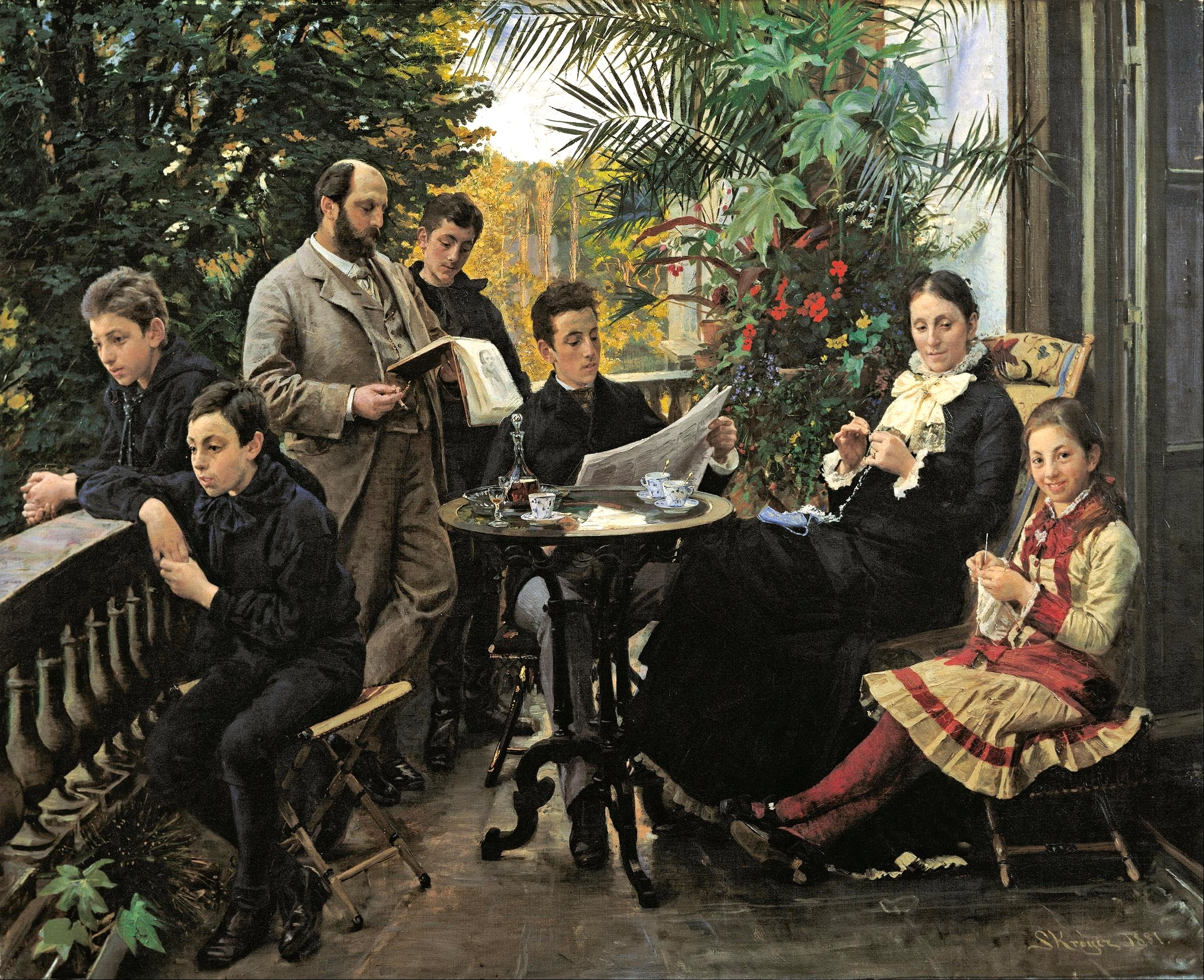
Peder Severin Krøyer:
Die Familie Hirschsprung, 1881,
Von links: Ivar, Aage, Heinrich, Oscar, Robert, Pauline und Ellen

Heinrich Hirschsprungs Frau Pauline stammte aus der wohlhabenden jüdischen Familie des Großhändlers Daniel Simon Jacobson (1791–1858) und der Frederikke, geb. Gerhardt (1811–1855). Die Hirschsprungs hatten fünf Kinder: die vier Söhne Robert Daniel (1865–1889), Oscar Heinrich (1867–1945), Ivar Lykke (1868–1894) und Einar Aage (1869–1909) sowie die Tochter Ellen Frederikke (1870–1948). Der Pädiater Harald Hirschsprung war Heinrichs ältester Bruder.